# 吴海军
吴海军（1966年3月—）是一位中国企业家。

## 生平
1966年出生于江苏南通如东，1990年毕业于江苏教育学院（现江苏第二师范学院），之后任职于江苏如东县教育局。1994年毕业于东南大学，短暂任职于深圳中航集团。1995年辞职创建新天下实业有限公司，2001年担任神舟电脑董事长。

## 财富
2019年《胡润百富榜》显示其家族排名第1223位，资产33亿人民币。